# Agama kaimosae
Espèce
Synonymes
- Agama agama kaimosae Loveridge, 1935

Statut de conservation UICN

 LC  : Préoccupation mineure
Agama kaimosae est une espèce de sauriens de la famille des Agamidae.

## Répartition
Cette espèce vit au Kenya et en Tanzanie. 

## Étymologie
Cette espèce est nommée en référence au lieu de sa découverte, le lac Kaimosi.

## Publication originale
- Loveridge, 1935 : African reptiles and amphibians in the Field Museum of Natural History. Field Museum of Natural History, Zoological series, Chicago, vol. 22, no 1, p. 1-122 (texte intégral).